# السدورف (نیدرزاکسن)
السدورف (نیدرزاکسن) (به آلمانی: Elsdorf) یک شهر در آلمان است که در Zeven واقع شده‌است. السدورف ۲٬۰۸۱ نفر جمعیت دارد.